# 中央海军学校
中央海军学校是汪精卫政权的和平建国军海军1941年至1945年在上海设立的海军学校。

## 历史
1939年，中华民国维新政府绥靖部在上海设立了水巡学校。学员来自各地水巡队调训、保送，在沦陷区各大中城市内公开招考高中文化的学生。学员津贴每月12元。
- 水巡学校：设在上海新龙华的原海军医院。培训水巡队军官，甲种学生学制2年；文化低的乙种学生学制1年。1941年后改为学制3年。绥靖部长任援道兼任校长。代理校长吴若安。日本海军少将寺田佑次任指导官。日军打捞出的“永绩”舰移交给水巡学校，改名“海兴”练习舰，该舰首席指导官五十岚大尉。
- 水巡学校训练所：设在高昌庙原海军修配工厂，入学学员为高小文化程度。学制6个月。学习2个月后分入枪炮、操舵、生火、司机、信鸽、手旗与喇叭、报务、灯光、看护、军需等兵科。结业后派到水巡队当队员。训练所主任路慰侬。主任指导官福地少佐。
- 水路测量学校：设在枫林桥，训练期间1年。

1940年3月汪精卫的中华民国政府正式成立。汪兆铭排挤掉任援道，自兼行政院长兼海军部部长。鉴于海军人才缺乏，把水巡学校改为中央海军学校。设在上海高昌庙。校长姜西园海军少将。此时水巡学校一期乙种学生50余人已毕业分配；训练所毕业学员两期约为2000人。中央海军学校内设教务处、队务处、事务处，附属训练所，编制将官1人、校官39人、尉官74人，士兵371人，共计483人。1942年9月附属训练所分离出去为“海军部中央水兵训练所”，海校编制为将官1人、校官32人、尉官40人，士兵50人，船工20人、夫役20人。海校军官多为姜西园的东北海军旧部或其任黄埔海军学校的学生。海校完全由日本海军中國方面艦隊控制。日军首席指导官寺田祐次海军少将（1939.12-1943）/森德治海军少将（1943-1944，之后调任日本海军“上海海軍特別陸戰隊”司令官）/宫坂海军大佐（1944-1945），实际掌控海校。学员主任指导官森田大三郎少佐（1939-1945年在职），教官坂田郎一等几十人。上校教育长孟铁樵，上校教育主任，上校军需长戴，中校航海教官蒋凤其，中校几何教官陈连可，少校三角与微积分教官李继康，日语教官李景发，秘书兼国文教员邹大齐，中央海军学校学生大队长阎承烈少校。
陈公博数度到新龙华参观水巡学校，“中央海军学校”这个名字是陈公博亲自命名，因为汪精衛政權的机关、学校、军队名称均有中央两字。
招收高中学历青年。入学第一年为普通科，开设数、理、化、国文、日文课程。第二年分航海科、轮机科，开设航海术、炮术、陆战术、通信术、航空术等军事课程。
中央海军学校共招生六期：
- 第一期：水巡学校一期甲种学生30余名，1939年4月入学，1941年4月毕业。
- 第二期：在京、平、沪、汉、粤招生百余名，1940年4月入学，1942年4月毕业。
- 第三期：1941年5月入学，1944年5月毕业。
- 第四期：1942年5月入学，1945年5月毕业。
- 第五期：1943年5月入学，抗战胜利后转入海军军官学校继续学业。
- 第六期：1944年5月入学，抗战胜利后转入海军军官学校继续学业。

抗战胜利后，绝大多数海校毕业生与在读生被国军海军接收，被认为是技术人员，得到信任使用。